# جلال‌الدین فارسی
جلال‌الدین فارسی (زاده ۱۳۱۲ در مشهد) نویسنده و سیاستمدار سابق و نماینده دوره دوم مجلس شورای اسلامی در ایران است. وی نخستین نامزد حزب جمهوری اسلامی در اولین انتخابات ریاست جمهوری در ایران بود که پس از مشخص شدن اصالت خاوری وی، جلال‌الدین از سوی شیخ علی تهرانی، ناچار به کناره‌گیری شد.
وی در نویسندگی تحت تأثیر محمدتقی شریعتی بود.
در دوران حکومت پهلوی، او مدتی ناظم دبیرستان کمال در محلهٔ نارمک تهران بود، سپس برای یادگیری جنگ چریکی به لبنان رفت. پس از انقلاب اسلامی  ایران درسال ۱۳۵۷ به عضویت مجلس خبرگان قانون اساسی و ستاد انقلاب فرهنگی ایران درآمد. وی در سال ۱۳۷۱ خورشیدی، در پی قتل محمدرضا رضاخانی که مخالف شکار وی بود دادگاهی شد.
وی از خانواده‌ای روحانی و مهاجر از هرات بوده‌است. مهدی کروبی در پیام نوروزی خود به مناسبت آغاز سال ۱۳۸۹ به او اشاره می‌کند و او را «جلال الدین افغانی» می‌نامد.

## دستگیری و زندان
وی در اوایل سال ۱۳۴۰ و به دنبال بازگشت به ایران دستگیر شد و تا شهریور ۱۳۴۱ در قزل قلعه بود.

## انقلاب تکاملی اسلام
این کتاب در سال ۱۳۴۹ شمسی منتشر شد. به دنبال چاپ این کتاب، ساواک در گزارشی توصیه کرد که از انتشار آن جلوگیری شود. نویسنده در این کتاب، روی دو نکته تفکر انقلابی و نظام سیاسی اسلام تأکید داشته‌است. تا قبل از پیروزی انقلاب اسلامی ایران، این کتاب ۲۷بار مخفیانه تجدید چاپ شد.

## نمایندگی خمینی در فرانسه برای ارتباط باجنبش الفتح
او در دی ماه ۵۷ از طرف سید روح الله خمینی  به عنوان نماینده خمینی جهت همکاری با سازمان «الفتح» که به سید روح الله خمینی  نامه نوشته و اعلام پشتیبانی و درخواست هماهنگی و همکاری بیشتر کرده بودند، معرفی شد.

## سه‌گانهٔ «پیامبری»
«پیامبری و انقلاب»، «پیامبری و جهاد» و «پیامبری و حکومت» عناوین این مجموعهٔ سه‌جلدی است. این سه‌گانه که در دهه شصت شمسی منتشر گردیده‌است ثمرهٔ ده‌سال تحقیق فارسی بوده‌است.

## درس‌هایی دربارهٔ مارکسیسم
فارسی در جریان سفر به سوریه و لبنان در سال ۱۳۴۹ متوجه تأثیرپذیری گروه‌های مبارز فلسطینی از آموزه‌های مارکسیستی شد. از همین رو وی کتاب درس‌هایی دربارهٔ مارکسیسم را تألیف کرد. این کتاب مورد تقدیر سید روح‌الله خمینی قرار گرفت. این کتاب با عنوان دروس فی‌المارکسیه به زبان عربی ترجمه شد.

## ترجمه کتاب
فارسی کتاب امام علی، مشعلی و دژی اثر سلیمان کتّانی نویسنده مسیحی را ترجمه کرده است.

## کتاب‌ها و نوشته‌ها
- انقلاب تکاملی اسلام
- پیامبری و انقلاب
- پیامبری و حکومت
- پیامبری و جهاد
- ترجمه قرآن کریم
- حقوق بین‌الملل
- نطق تاریخی
- نظام هستی
- تکامل مبارزه ملی
- استراتژی بین‌الملل
- نهضت‌های انبیاء
- جهاد
- حد نهایی تکامل
- امامت همگانی
- انقلاب اسلامی و سازماندهی اجتماعی
- چهار انقلاب و دو گرایش مکتبی و دنیا دولتی
- الجهاد
- درس‌هایی از مارکسیسم
- نطق تاریخی (ترجمه) کاشف الغطاء
- واحدهای بشری در رابطه با جهاد داخلی
- مرانید که نوحه گرند
- مشارکت سیاسی آمریکا با صاحبان ثروت بادآورده
- ارتجاع ملیت اسلامی و مبارزه
- جامعهٔ برین
- سرگذشت راست
- کتاب تاریخ
- کتاب جغرافیا
- ترجمه کتاب امام علی (ع)
- خاطرات حسن البنا[۱۱]

## پرونده قتل
وی در سال ۱۳۷۱ در طالقان، در پی نزاع، محمدرضا رضاخانی را با اسلحه شکاری هدف قرار داد و به قتل رسانید. دادگاه این قتل را از نوع غیرعمد تشخیص داد.

در روز دادگاه رسیدگی به پرونده قتل مذکور اولیای دم حضور نداشتند زیرا ترتیب اعزام آن‌ها به حج داده شده بود.

## پس از انتخابات ریاست جمهوری دهم
پس از اعتراضات به نتایج انتخابات ریاست جمهوری دهم وی در مصاحبه‌ای اختصاصی در سایت خبری وابسته به روزنامه ایران ادعاها و افشاگری‌هایی را علیه میرحسین موسوی و مهدی کروبی مطرح کرد که با واکنش‌های متفاوتی روبرو شد.

## حمایت از قذافی
مهدی فیروزان (از خویشاوندان نزدیک سید موسی صدر) معتقد است او یکی از حامیان معمر قذافی در ایران بوده‌است.

## اطلاع از کشته‌شدنسید موسی صدر
وی در مصاحبه با فارس عنوان کرد: «آقای موسی صدر قبل از پیروزی انقلاب که من در لبنان حضور داشتم و انقلابیون دور من بودند نه دور او، با شاه رابطه خوبی داشت، ایشان می‌گفت که ما باید با مسیحیان متحد شویم و یک آخوند به کلیسا برود و یک کشیش نیز در مسجد پیش‌نماز شود. وقتی چنین حرفی را زد باید علیه او قیام می‌شد. ایشان باید به خاطر این حرف کشته می‌شد اما ما دیدیم که ارزشی ندارد هرچند قذافی او را کشت. قذافی به نهضت‌های انقلابی و ضد استعماری کمک می‌کرد اما هر چه سید موسی صدر اقدام می‌کرد به او کمک نکرد وقتی او را دعوت کردند او به آنجا رفت، من آنجا مراوده و از همه جزئیات اطلاع داشتم و در نهایت او را کشتند.»